# Arvin Moazemi
Arvin Moazemi Godarzi (26 de març de 1990) és un ciclista iranià, professional des del 2009 i actualment a l'equip Pishgaman Cycling Team. Campió nacional en contrarellotge el 2016.

## Palmarès
- 2009
  - Vencedor d'una etapa al Tour de Milad de Nour
- 2012
  - Campió d'Àsia sub-23 en contrarellotge
- 2015
  - 1r a la Volta al Singkarak
- 2016
  -  Campió de l'Iran en contrarellotge
  - 1r a la Jelajah Malaysia i vencedor d'una etapa
- 2017
  - Vencedor d'una etapa al Tour de Flores
  - Vencedor d'una etapa al Tour de l'Ijen